# Wettsteiniola pinnata
Wettsteiniola pinnata là một loài thực vật có hoa trong họ Podostemaceae. Loài này được Suess. miêu tả khoa học đầu tiên năm 1935.